# Clan Kasai

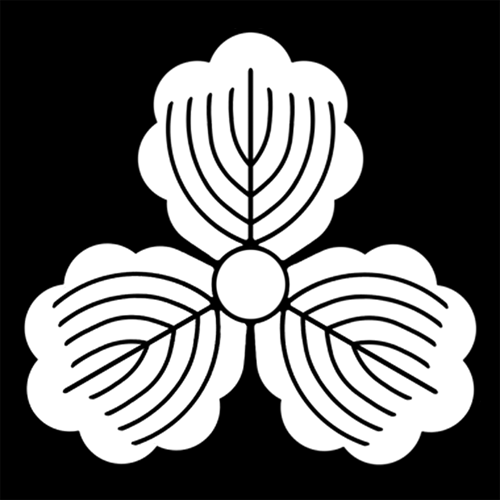
Il mon (emblema) del clan Kasai

Il clan Kasai (葛西氏?, Kasai-shi) fu un piccolo clan giapponese che governò nel sud della provincia di Mutsu durante il periodo Sengoku.
Il clan Kasai della provincia di Mutsu godeva di grande potere a livello locale e si scontrò più volte con il clan Hatakeyama nella zona di Kurihara. Si allearono successivamente con il clan Date ma a causa di vari conflitti interni (come il conflitto Tenbun del 1547) furono successivamente invasi dai loro precedenti alleati e in seguito sconfitti a Tasuku. Dopo questa sconfitta, un certo numero di servitori smise di supportare il clan e l'influenza della famiglia finì per affievolirsi una volta che il clan Date prese definitivamente il controllo. Furono espropriati dei loro possedimenti nel 1590 da Toyotomi Hideyoshi come ammenda per l'arrivo in ritardo durante l'assedio di Odawara. 
Nel 1591 servitori ed agricoltori dei Kasai si ribellarono contro Kimura Hidetoshi e suo figlio Shigemasa (a cui Toyotomi Hideyoshi aveva affidato le terre di Kasai) e furono alla fine sconfitti definitivamente da Date Masamune.

## Membri importanti del clan durante il periodo Sengoku
- Kasai Harutane (葛西晴胤?) (1497-1555) XV capo del clan.
- Kasai Chikanobu (葛西親信?) (1513-1560) XVI capo del clan, erede di Harutane e signore del castello di Teraike. Uomo debole, morì di malattia dopo esser stato 5 anni capo del clan.
- Kasai Harunobu (葛西俊信?) (1534-1597) XVII capo del clan e figlio di Harutane. Combatté assieme al clan Date contro la famiglia Ōsaki. Fu successivamente espropriato dei loro possedimenti per non aver risposto in tempo a Toyotomi Hideyoshi nell’assedio di Odawara.
- Kasai Toshinobu (葛西俊信?) (1579-1635) Servitore del clan Date e nipote di Harunobu.